# Hội nghị Đại Đông Á

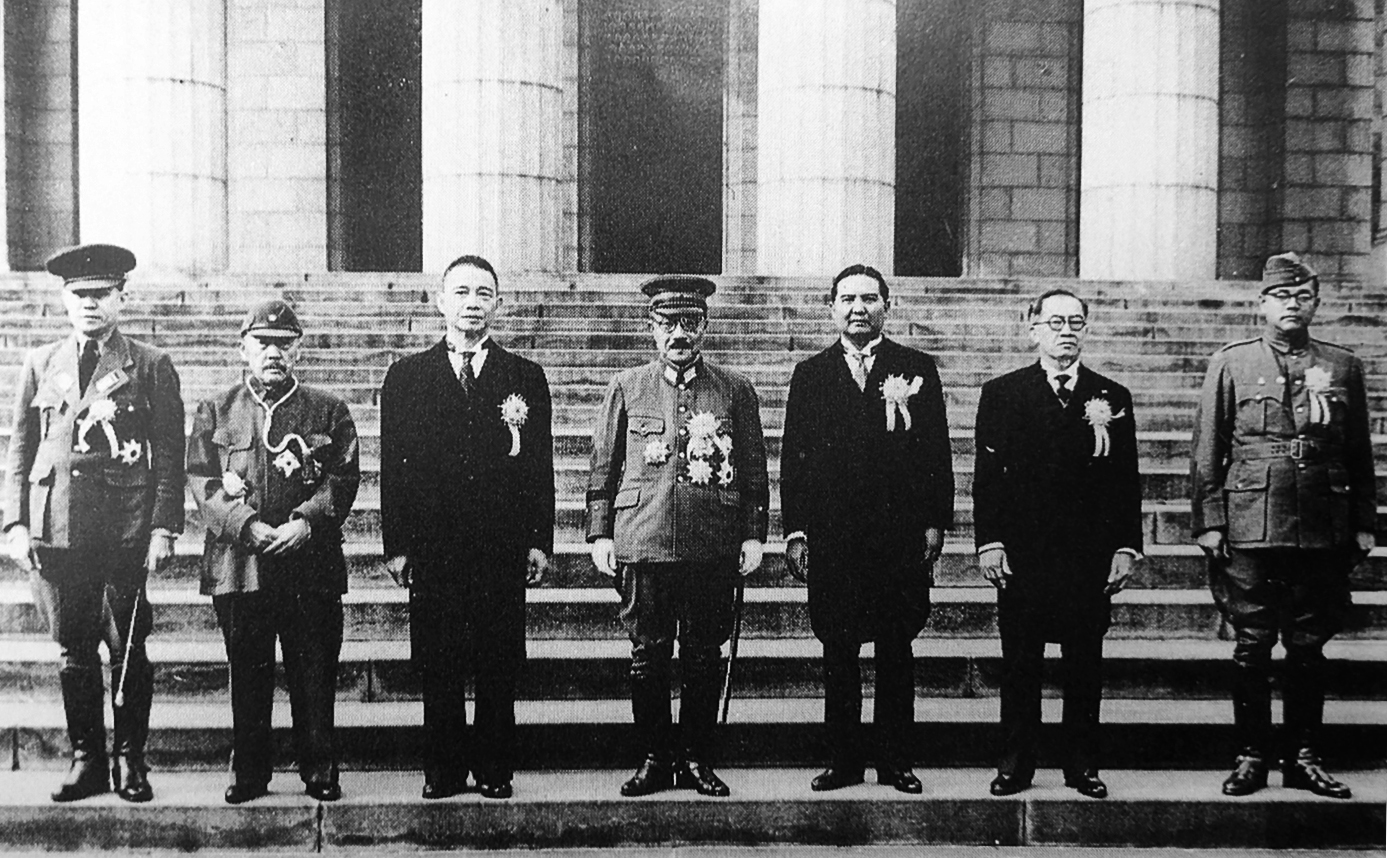
Các nguyên thủ tham dự Hội nghị Đại Đông Á. Từ trái qua phải: Ba Maw, Trương Cảnh Huệ, Uông Tinh Vệ, Tōjō Hideki, Wan Waithayakon, José P. Laurel, Subhas Chandra Bose.

Hội nghị Đại Đông Á (tiếng Nhật: 大東亜会議 Dai Tōa Kaigi) là hội nghị thượng đỉnh quốc tế được tổ chức ở Tokyo từ ngày 5 đến ngày 6 tháng 11 năm 1943. Tại hội nghị này, chủ nhà Nhật Bản đã tiếp đón các nguyên thủ của các quốc gia thành viên thuộc Thịnh vượng chung Đại Đông Á. Sự kiện này đôi khi cũng được gọi là Hội nghị Tokyo.

## Bối cảnh
Trước khi diễn ra Hội nghị thượng đỉnh Đại Đông Á, Nhật Bản đã mập mờ hứa hẹn về viễn cảnh độc lập cho các quốc gia và lãnh thổ mà họ đang chiếm đóng. Nhưng ngoại trừ một số chính phủ bù nhìn được thành lập ở Trung Quốc, những lời hứa đó chỉ là nói suông. Giờ đây, tình hình chiến sự chiến tranh Thái Bình Dương đang bất lợi cho Nhật Bản, các viên chức Bộ Ngoại giao Nhật Bản và những người ủng hộ thuyết Liên Á trong chính phủ và quân đội đã thúc đẩy một chương trình ban phát "độc lập" nhanh chóng đến nhiều nơi khác nhau của châu Á, nhằm tăng sức đề kháng tại đó.